# Condado de Perry (Mississippi)
O Condado de Perry é um dos 82 condados do estado norte-americano do Mississippi. A sua sede de condado é New Augusta, e a sua maior cidade é Richton.
O condado tem uma área de 1 683 km² (dos quais 8 km² estão cobertos por água), uma população de 12 138 habitantes, e uma densidade populacional de 7 hab./km² (segundo o censo nacional de 2000). O condado foi fundado em 1820 e o seu nome é uma homenagem a Oliver Hazard Perry (1785-1819), militar que conduziu as forças norte-americanas à vitória na Batalha do Lago Erie (10 de setembro de 1813), durante a Guerra de 1812.